# Grattacielo Bata
Il grattacielo Bata è un edificio di Zlín, in Repubblica Ceca. 
Costruito in stile costruttivista su progetto dell'architetto Vladimír Karfík, fu inaugurato nel 1938 come sede dell'azienda calzaturiera Bata. All'epoca era uno dei più alti edifici d'Europa, il secondo grattacielo europeo per altezza costruito prima della seconda guerra mondiale dopo il Boerentoren di Anversa.
A partire dal 2004 è sede degli uffici amministrativi della regione di Zlín.